# Håkonshalle

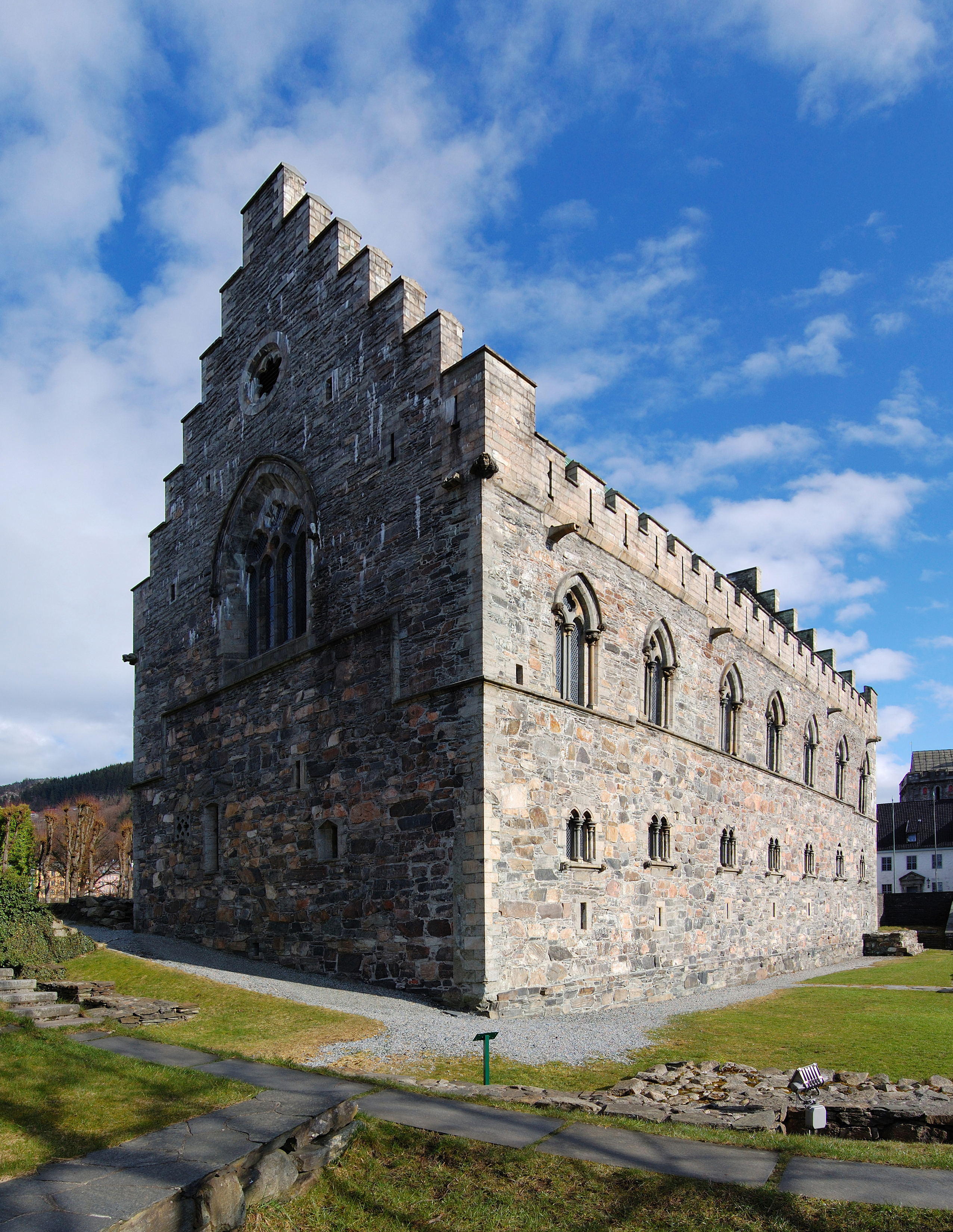
Håkonshalle

Die Håkonshalle ist ein Gebäude im Königshof in Bergen (Norwegen) und ist Teil der Festung Bergenhus.

## Geschichte

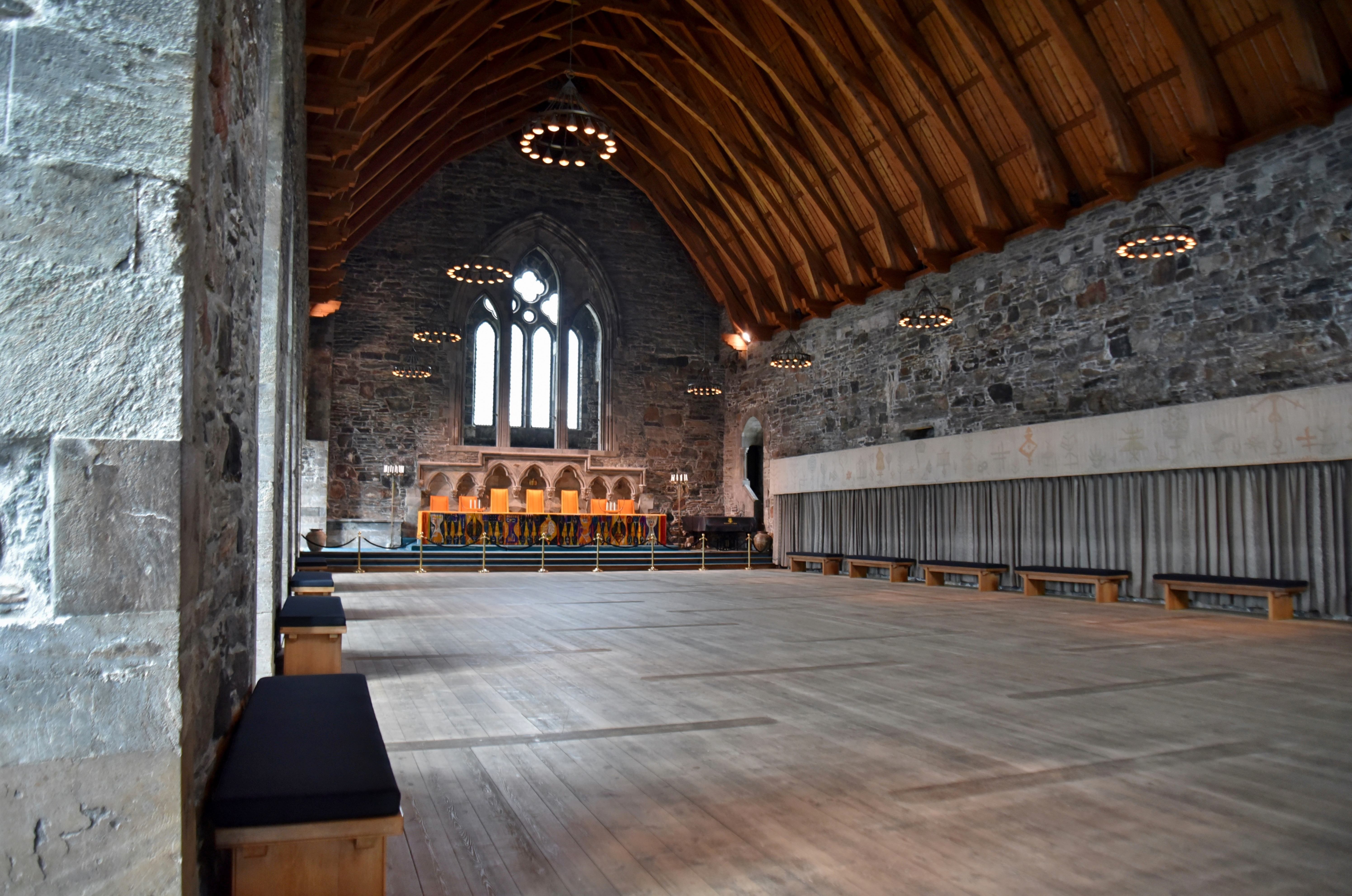
Innenraum

Die Håkonshalle wurde von König Håkon Håkonsson in den Jahren 1247 bis 1261 errichtet. Den Überlieferungen nach soll sie zum ersten Mal am 11. September 1261 zu der Hochzeit seines Sohnes, später auch bekannt als Magnus Lagabøte, mit der dänischen Prinzessin Ingeborg Eriksdatter genutzt worden sein. Die Halle wurde in dieser Zeit hauptsächlich als königliche Residenz und Festhalle genutzt. Das Gebäude war während des Mittelalters in einem sehr baufälligen Zustand und wurde ab 1683 als Kornspeicher genutzt.
Der Maler Johan Christian Clausen Dahl entdeckte es als norwegisches Kulturgut wieder und setzte sich für einen Wiederaufbau und seine Rekonstruktion als königliche Halle ein. Der norwegische Verein für den Erhalt kulturhistorischer Denkmäler (Fortidsminneforeningen) machte es anschließend zu seiner Hauptaufgabe, die Håkonshalle wiederherzustellen. Im Auftrag von Dahl fertigte der deutsch-norwegische Maler und Architekt Franz Wilhelm Schiertz mehrere Entwürfe und Zeichnungen zum Wiederaufbau der Halle an.
Ab 1873 begannen dann die Arbeiten zum Wiederaufbau durch den Architekten Christian Christie. Die Architekten Peter Andreas Blix und Adolph Fischer schlossen die Restaurierung in den Jahren 1880 bis 1895 ab. Der zerstörte Treppengiebel wurden um 1850 auf der Grundlage eines alten Bildes des Malers Hieronymus Scholeus restauriert. Die Halle wurde innen mit reich verzierten Fresken, Wandteppichen und Möbeln ausgestattet, die von dem Maler Gerhard Munthe (1910–1916) entworfen wurden.
Neben einem Festsaal beherbergt sie auch die Wohnung des Königs sowie Arbeits-, Aufenthalts- und Vorratsräume. 1944 wurde die Halle bei der Explosion eines mit Dynamit geladenen Frachtschiffes beschädigt, aber anschließend wieder instand gesetzt. Sie wird heute für Feierlichkeiten und Konzerte genutzt.

## Galerie

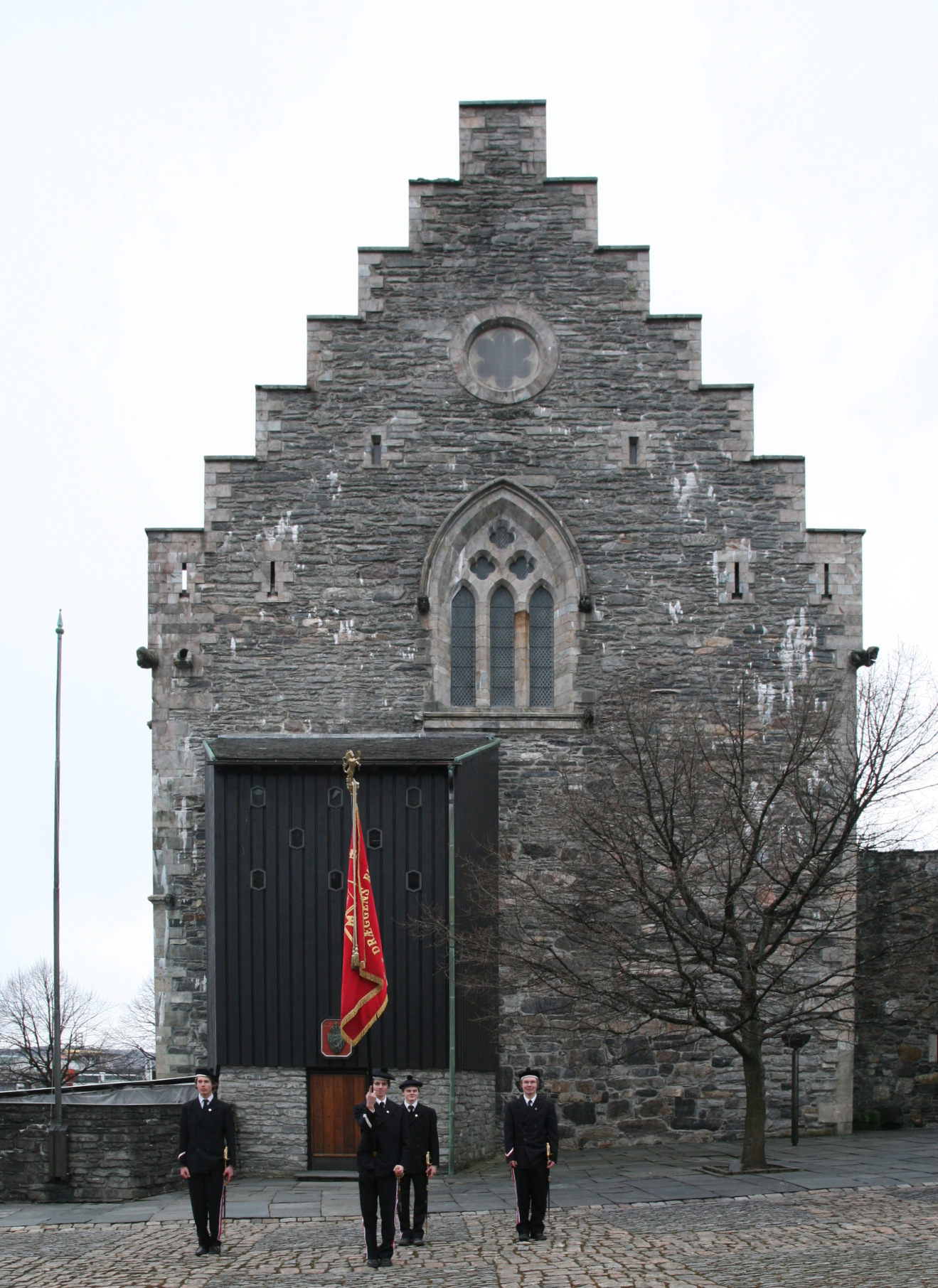
Ansicht des Giebels der Håkonshalle
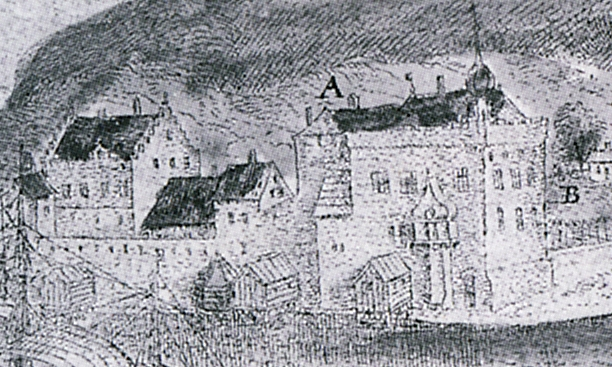
Detaillierte und älteste Zeichnung der Håkonshalle und des Rosenkrantzturmes  von Hieronymus Scholeus um etwa 1580
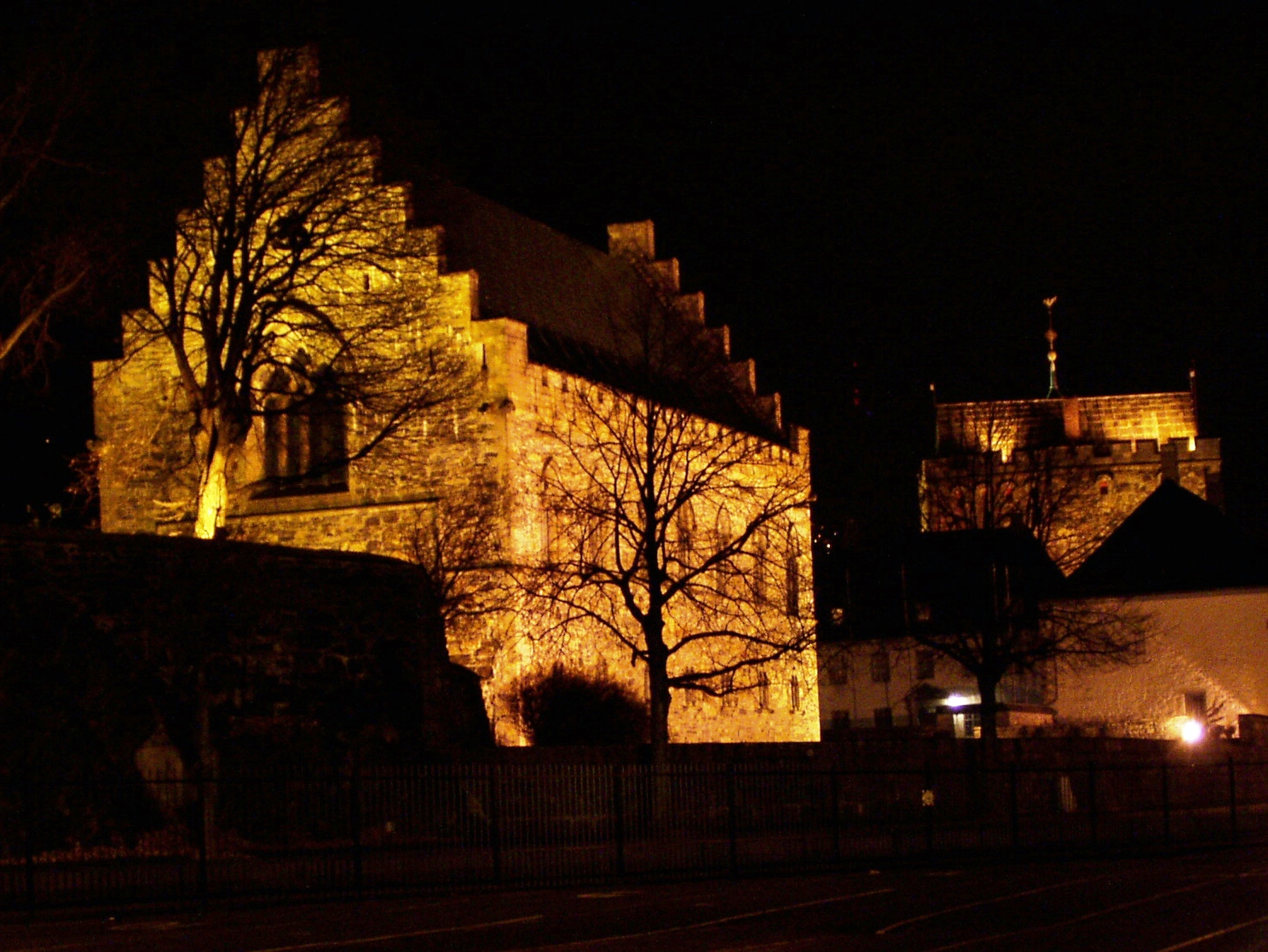
Håkonshalle mit dem Rosenkrantzturm (Rosenkrantztårnet)
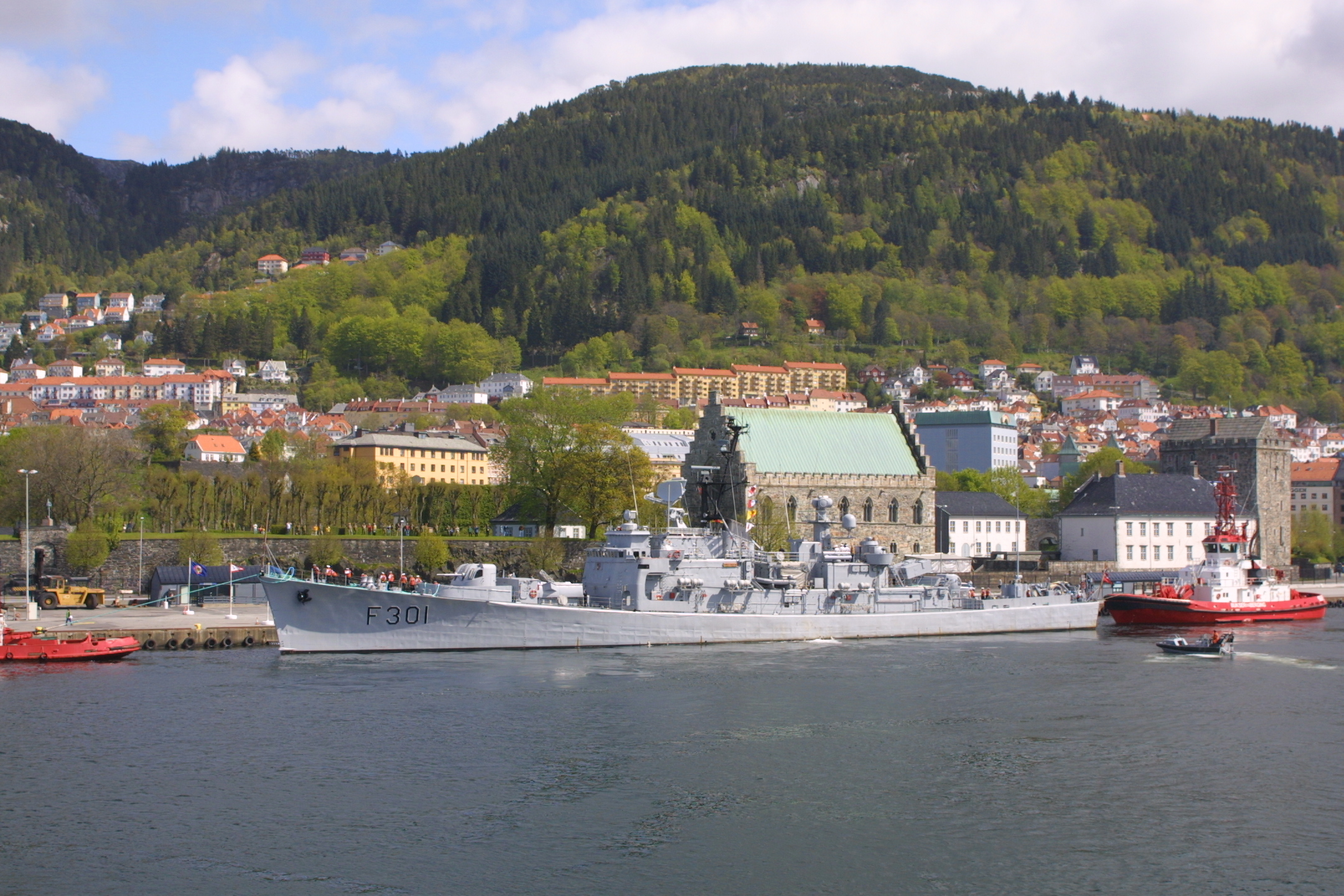
Die Festung Bergenhus mit der Håkonshalle (Bildmitte). Im Vordergrund liegt die ehemalige norwegische Fregatte Bergen.
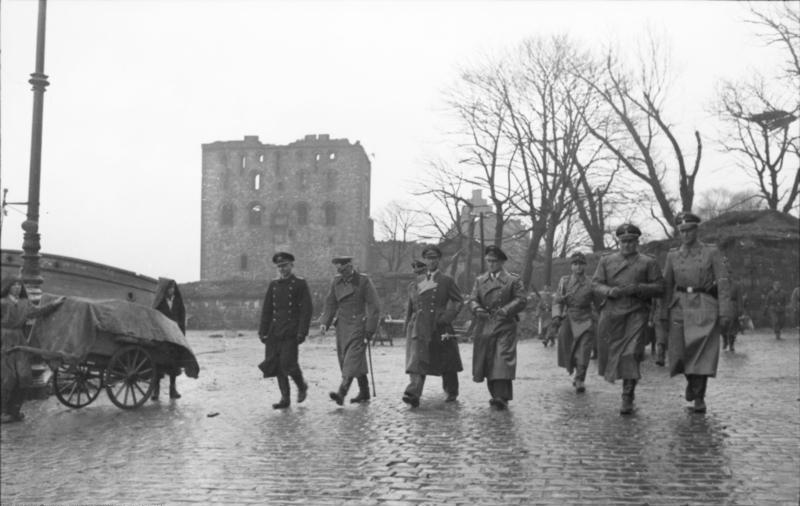
Josef Terboven und andere deutsche Offiziere nach den Explosionen 1944 in Bergen mit der stark beschädigten Håkonshalle im Hintergrund